# Punti estremi del mondo
I punti estremi del mondo sono quei luoghi della Terra che, in relazione alla loro posizione geografica, altezza, accessibilità o distanza, hanno dimensioni massime o minime.

## Punti estremi secondo la loro collocazione geografica

### Punti estremi di latitudine e longitudine
- Il punto più a nord e il punto marittimo più a nord sono il Polo nord, nel Mar Glaciale Artico.

- Il punto delle terre emerse più a nord è Oodaaq, un banco di ghiaia che si trova a 83°40'N e che misura appena 15 metri di lunghezza per 8 di larghezza. Senza considerare i banchi di ghiaia, il punto delle terre emerse più settentrionale è l'isola di Kaffeklubben appartenente alla Groenlandia.

- Il punto più a sud e il punto delle terre emerse più a sud è il Polo sud, nel continente antartico.

- Il punto marittimo più a sud si trova nei pressi della Costa di Gould, nel Mare di Ross, e dista circa 300 chilometri dal Polo sud.

- I punti a latitudine zero sono tutti quelli situati sulla linea dell'Equatore.

- I punti più a ovest e contemporaneamente più a est sono tutti quelli situati sul 180º meridiano, che tra l'altro sfiora la costa occidentale dell'Isola di Wrangel e passa in Siberia (Russia), nelle Figi e infine in Antartide.

### Punti estremi in altitudine
- Il punto terrestre posto alla maggiore altezza rispetto al livello del mare è il monte Everest al confine tra Nepal e la regione del Tibet in Cina (8 848 metri).

- Il punto più profondo del mare è l'abisso Challenger nella Fossa delle Marianne (−10 994 metri).

- Il punto più basso della Terra sotto il ghiaccio è il fondo del canyon sito sotto il ghiacciaio Denman nell'Antartide Orientale (-3 500 metri).[1]

- Il punto più basso della Terra libero da acque e ghiacci è la riva del Mar Morto (-423 metri).

- Il punto più lontano dal centro della Terra è la cima del monte Chimborazo in Ecuador, considerata la sua posizione sull'equatore. Dato il rigonfiamento equatoriale e la sua altezza, di ben 6 310 metri, si può considerare il punto più lontano dal nucleo terrestre.

- Il punto più vicino al centro della Terra è l'abisso Molloy, posto sulla dorsale medio-atlantica a −5669 m tra la Groenlandia e l'isola Spitzbergen e dista dal centro della Terra 6 353 chilometri.

### Laghi, fiumi, isole e ghiacciai
- Il lago più alto è senza nome, situato nel cratere vulcanico dell'Ojos del Salado, situato alla frontiera tra Argentina e Cile (6 390 metri).

- Il lago navigabile più alto è il Titicaca al confine tra Perù e Bolivia (3 812 metri).

- Il corso d'acqua che sorge alla maggiore altitudine è l'Ating che sbocca nell'Aong Tso in Tibet, nasce a 6 100 metri di quota.

- Il lago più profondo è il Bajkal con 1 642 metri; è anche il lago che contiene più acqua dolce.

- Le isole alla maggior altezza sono quelle all'interno del Lago Orba Co situate a 5 209 metri nel Tibet.

- Il ghiacciaio più elevato è il ghiacciaio Khumbu situato sul versante sud-ovest dell'Everest tra i 7 600 e gli 8 000 metri.

### Maggiori distanze sulla Terra
- La maggiore distanza discontinua lungo terre emerse alla stessa latitudine (48° 24' 53" N), è quella di 10 726 chilometri tra la Francia e la Cina.

- La maggiore distanza continua lungo terre emerse alla stessa latitudine (78° 35' S), è quella di 7 958 chilometri tutta all'interno del continente antartico.

- La maggiore distanza discontinua lungo mari alla stessa latitudine (18° 39' 12" N), è quella di 15 409 chilometri tra Cina e Messico.

- La maggiore distanza continua lungo mari alla stessa latitudine (55° 59' S), è quella di 22 741 chilometri, immediatamente a sud di Capo Horn.

- La maggiore distanza discontinua lungo terre emerse alla stessa longitudine (99° 1' 30" E), è quella di 7 590 chilometri tra Russia e Thailandia. Non esistono longitudini interamente occupate da terre emerse.

- La maggiore distanza discontinua lungo mari alla stessa longitudine (34° 45' 45" O), è quella di 15 986 chilometri tra Groenlandia e Antartide. Non esistono longitudini interamente occupate da mari.

### Insediamenti umani

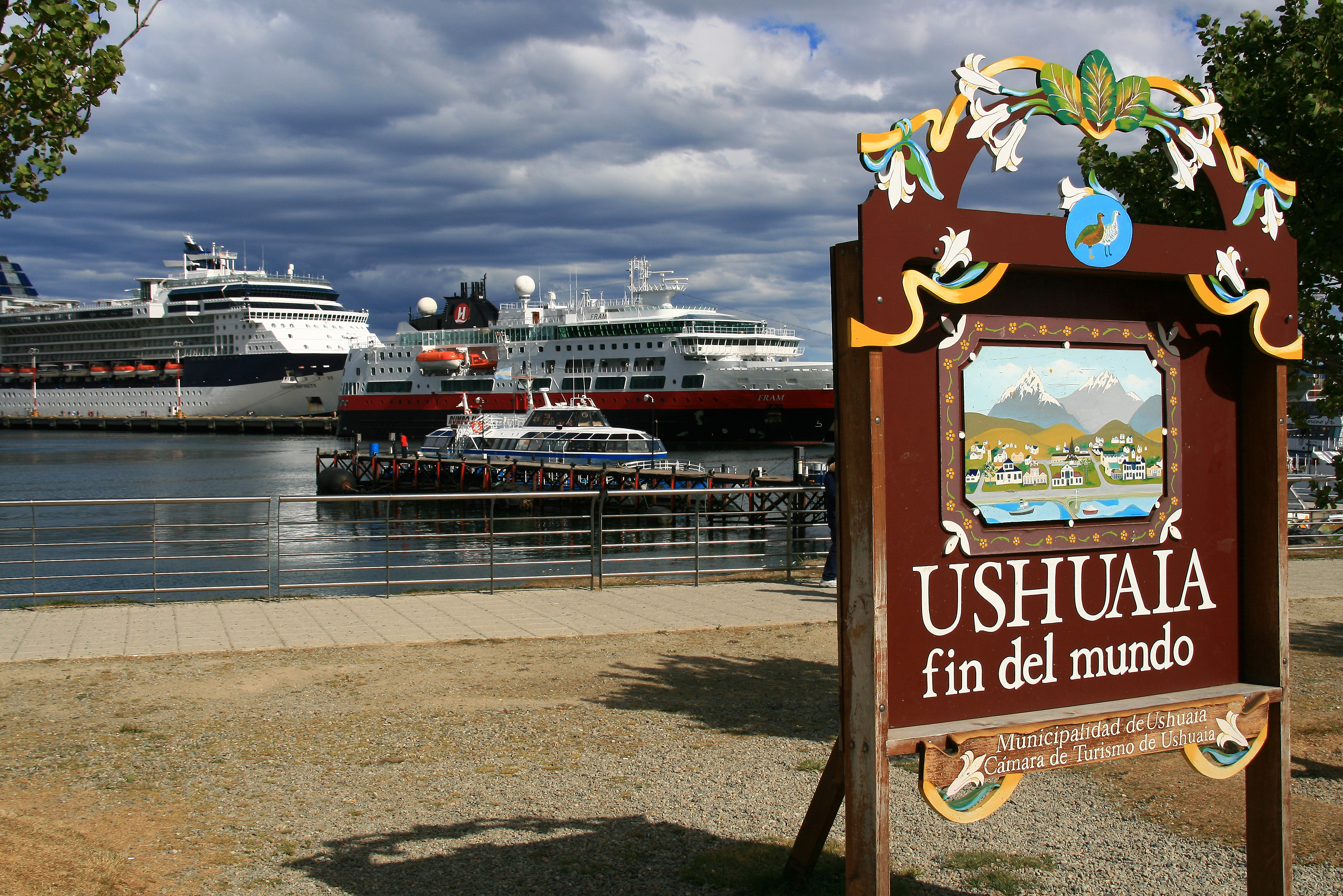
Ushuaia è la capitale della provincia argentina della Terra del Fuoco e la città più meridionale del mondo.

- La località più a nord del mondo è Ny-Ålesund nelle Isole Svalbard, anche se l'insediamento permanente è Alert (82° 28' N) sull'isola di Ellesmere in Canada.

- La capitale di stato più a nord del mondo è Nuuk in Groenlandia.

- La località più a sud del mondo è Villa las estrellas Antartide, anche se l'insediamento permanente è la Base Amundsen-Scott che si trova esattamente al Polo Sud.

- La capitale più a sud del mondo è Wellington (41° 17' S) in Nuova Zelanda.

- Il centro abitato più alto al mondo è La Rinconada, in Perù, posta a 5100 m s.l.m.[2]

### Luoghi più remoti
- L'isola più remota è quella di Bouvet, disabitata e appartenente alla Norvegia, situata al sud dell'Oceano Atlantico; il luogo più vicino è la Terra della Regina Maud in Antartide distante 1 600 chilometri, mentre il posto abitato più prossimo è Tristan da Cunha a 2 260 chilometri.

- L'arcipelago più remoto è quello di Tristan da Cunha, territorio oltremare del Regno Unito a 2 816 chilometri dal Sudafrica e a 3 360 chilometri dal Brasile; l'isola, con i suoi 270 abitanti, è a sua volta il luogo popolato più isolato del pianeta.

- La città più remota è Honolulu nelle statunitensi Hawaii: non esistono altri grossi centri abitati a meno di 3 800 chilometri di distanza.

- La città più remota su una piattaforma continentale è Iquitos in Perù, raggiungibile solo per via fluviale o aerea: non esistono strade che la colleghino per via terra con altri centri importanti.

- L'aeroporto più remoto è l'Aeroporto Internazionale di Mataveri (IATA: IPC, ICAO: SCIP) sull'Isola di Pasqua, ubicato a 3 759 chilometri da Santiago del Cile, col quale tiene collegamenti regolari, e a 2 603 chilometri da Mangereva nelle Isole Gambier (Polinesia Francese), con cui però non ci sono collegamenti se non occasionali.

- Le capitali più remote sono contemporaneamente Canberra in Australia e Wellington in Nuova Zelanda, distanti tra loro 2 330 chilometri. Nessun'altra capitale è più vicina a una di queste due e allo stesso tempo più lontana da una qualunque altra di tutte le nazioni del mondo.

### Punti estremi accessibili ai mezzi di trasporto
- La strada posta alla maggiore altitudine nel suo tratto terminale si trova ad Aucanquilcha in Cile (6 176 metri): si tratta di una via mineraria utilizzabile da camion fino a 20 tonnellate.

- La strada posta alla maggiore altitudine in corrispondenza di un passo montano: si trova a Marsimik La in India (5 582 metri). È possibile che vi siano valichi ancora più in alto nella zona del Tibet, ma vi è carenza di informazioni o in altri casi restrizioni nell'accesso.

- La strada posta alla minore altitudine è quella che costeggia le rive del Mar Morto tra Israele, Cisgiordania e Giordania (418 metri sotto il livello del mare).

- La ferrovia posta alla maggiore altitudine in corrispondenza di un passo montano si trova nelle montagne Tanggula in Tibet (5 072 metri).

- L'aeroporto posto alla maggiore altitudine è, dal 16 settembre 2013, il Daocheng Yading in Tibet (4 411 metri)[3][4].

- L'aeroporto posto alla minore altitudine è quello di Atyrau in Kazakistan, 22 m sotto il livello del mare.

- L'eliporto posto alla maggiore altitudine si trova a Sonam sul ghiacciaio di Siachen in India (6 400 metri).

### Punti più lontani dal mare e dalla terra
- Il punto terrestre più lontano dal mare si trova nel Deserto Gurbantünggüt nella regione dello Xinjiang in Cina (46°17' N, 86°40' E), trovandosi a ben 2 645 chilometri da due punti dell'Oceano Indiano e da uno del Mare Glaciale Artico.

- Il punto marino più lontano da ogni terra emersa, detto anche Punto Nemo in onore al personaggio letterario creato da Jules Verne, si trova nell'Oceano Pacifico (48° 53' S, 123° 24' O), trovandosi a ben 2 688 chilometri dall'Isola Ducie nelle Isole Pitcairn, dall'Isola Siple nell'Antartide e da Motu Nui, un isolotto nei pressi dell'Isola di Pasqua.